# Hard Candy (Madonna-album)
 For alternative betydninger, se Hard Candy. (Se også artikler, som begynder med Hard Candy)
Hard Candy er Madonnas 11. studiealbum og 19. pladeudgivelse. Albummet blev udgivet i 2008.

## Spor
1. Candy Shop
2. 4 Minutes
3. Give It 2 Me
4. Heartbeat
5. Miles Away
6. She's Not Me
7. Incredible
8. Beat Goes On
9. Dance 2night
10. Spanish Lesson
11. Devil Wouldn't Recognize You
12. Voices